# Едуард Лютер
Едуард Лютер (нім. Eduard Luther; 24 лютого 1816 — 17 жовтня 1887) — німецький астроном, хімік та математик.

## Біографія
Едуард Лютер народився 24 лютого 1816 року в містечку Гамбургі навчався в Кільському і Кенігсберзькому університеті. У Кенігсберзі він став членом Папської хімії. Його вчителями були астроном Фрідріх Вільгельм Бессель і математик Карл Густав Якоб Якобі. Після докторської дисертації в 1856 році він взяв на себе керівництво обсерваторією Кенігсберга з Моріцом Людвігом Георг Віхманом.
З 1859 року він був одноосібним директором обсерваторії і спочатку ад'юнктом, а потім орденоносним професором. За 1868-69 навчальний рік був обраний ректором Альбертини.
Едуард Лютер помер 17 жовтня 1887 року в містечку Кенігсберзі.